# Bruno Frick

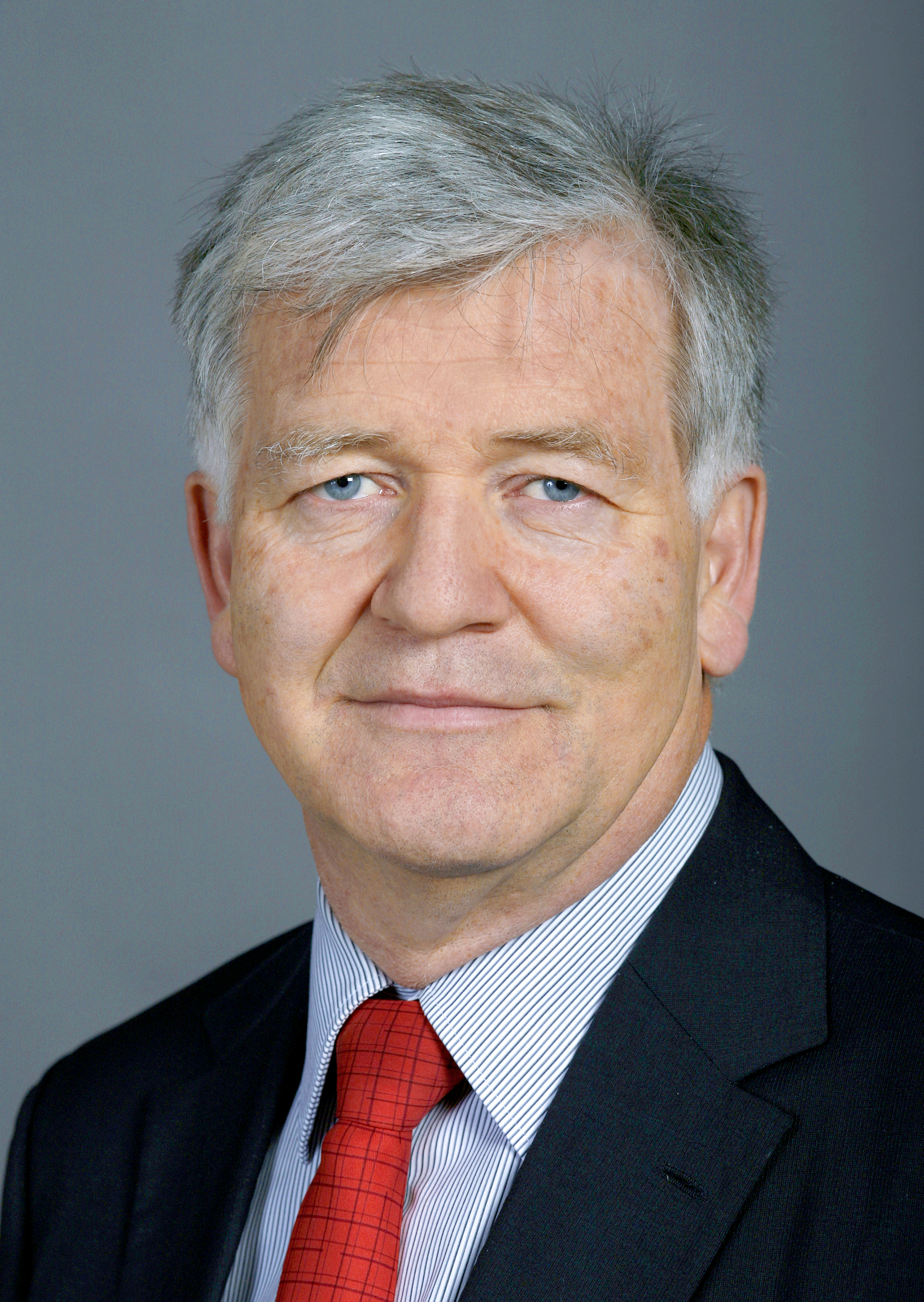
Bruno Frick (2007)

Bruno Frick (* 31. Mai 1953 in Wittenbach; heimatberechtigt in Oberbüren) ist ein ehemaliger Schweizer Politiker (CVP).

## Ausbildung, Beruf, Familie
Bruno Frick absolvierte 1973 die Matura an der Stiftsschule Einsiedeln und anschliessend ein Studium der Rechte an der Universität Zürich mit Abschluss als lic. iur. (1978). Seit 1981 hat er ein Rechtsanwaltspatent inne.
Frick ist Inhaber des Notariates Einsiedeln und Partner im Advokaturbüro Roesle Frick & Partner in Pfäffikon (SZ). An der Universität Zürich ist er als Lehrbeauftragter tätig. Neben anderen Mandaten in Firmen, Stiftungen und Organisationen war Frick Verwaltungsratspräsident des Radios Central und bis 2013 Mitglied des Vorstandes von economiesuisse sowie 
von 2013 bis 2017 Verwaltungsratsmitglied der Eidgenössischen Finanzmarktaufsicht (Finma).
Von 2007 bis 2009 präsidierte Frick als Nachfolger des Gründers Guido A. Zäch die Schweizer Paraplegiker-Stiftung.
Bruno Frick ist Mitglied der Alumni Scholae Einsidlensis. Er ist geschieden und hat ein Kind.

## Politik
Von 1988 bis 1991 war Frick Kantonsrat (Legislative) im Kanton Schwyz. 1991 wurde er in den Ständerat gewählt und 1995, 1999, 2003 sowie 2007 jeweils im ersten Wahlgang wiedergewählt. Im Amtsjahr 2004/05 war er Ständeratspräsident. Am 27. November 2011 verpasste er im zweiten Wahlgang die Wiederwahl und schied in der Folge aus dem Ständerat aus. Sein Sitz ging an Peter Föhn (SVP).
Neben seinen öffentlichen Ämtern bekleidete Frick auch verschiedene Parteiämter. Von 2004 bis 2008 war er Vizepräsident der CVP Schweiz.
Durch Ämterkumulation, hohe Bezüge und fragwürdige Mandate setzte sich Frick immer wieder negativer Kritik an seiner Person aus.

## Offizielle Auslandsreisen
- 2000 November: Tschechische Republik; APK S Informationsreise
- 2000 November: Frankreich; Treffen der Europäischen Senate
- 2001 Mai: Österreich; APK N/S Ad-hoc-Delegation
- 2001 Juni: Deutschland; APK N/S Ad-hoc-Delegation
- 2001 Juli: Ukraine; APK S Informationsreise
- 2001 Oktober: Italien; APK N/S Ad-hoc-Delegation
- 2002 Oktober: Dänemark; APK N/S Informationsbesuch

## Schriften (Auswahl)
- mit Ulrich F. Zwygart, Georges Bindschedler: Alexander oder die Aufforderung an Führungskräfte, Grenzen zu überwinden. Haupt, Bern u. a. 1998, ISBN 3-258-05821-0.